# Gert Rosenthal
Gert Rosenthal Königsberger (Amsterdam, 11 september 1935) is een Guatemalteeks-Duits econoom en diplomaat. Hij werd internationaal bekend als uitvoerend secretaris van de Economische Commissie voor Latijns Amerika en de Caraïben waar hij tussen 1988 en 1997 leiding gaf aan het aggiornamiento van deze organisatie. Vervolgens werd hij permanent vertegenwoordiger van Guatemala bij de Verenigde Naties. Tussen 2006 en 2008 was hij Minister van Buitenlandse Zaken van Guatemala, in de periode dat de Internationale Commissie tegen Straffeloosheid in Guatemala werd opgezet. Daarna keerde hij terug als ambassadeur van Guatemala bij de VN en leidde met succes de campagne van zijn land om gekozen te worden als tijdelijk lid van de Veiligheidsraad. Hij is expert op het gebied van de architectuur van de vredesoperaties van de Verenigde Naties.

## Jeugd en opleiding
Rosenthal werd in Amsterdam geboren. Zijn vader kwam uit Duitsland en zijn moeder uit Guatemala. In 1939, toen Rosenthal drie jaar oud was, verhuisde het gezin van Nederland naar Guatemala. Na de middelbare school in dat land ging Rosenthal in de Verenigde Staten studeren. Hij behaalde in 1957 een bachelor en in 1958 een master diploma in economie van de Universiteit van Californië in Berkeley.

## Carrière in Guatemala
Rosenthal kreeg in 1960 een deeltijdbaan als econoom bij de Nationale Raad voor Planning. In 1964 werd hij namens Guatemala lid van de Uitvoerende Raad van de Centraal-Amerikaanse Gemeenschappelijke Markt en in 1967 werd hij assistent van de secretaris-generaal van dezelfde Gemeenschappelijke Markt. Van 1969 tot 1970, tijdens de regering van José Luis Méndez Montenegro was hij Secretaris Generaal van de Nationale Raad voor Planning van Guatemala, een kabinetspositie met de rang van Minister. In 1971 werd hij benoemd tot medewerker aan het Instituut Adlai Stevenson voor Internationale Betrekkingen van de Universiteit van Chicago. Tussen 1972 en 1973 leidde hij een project in Guatemala voor de Conferentie van de Verenigde Naties over Handel en Ontwikkeling (UNCTAD), gericht op het versterken van de Gemeenschappelijke Markt van Centraal-Amerika. In 1973-74, aan het eind van de regering van Carlos Arana Osorio, werd hij voor de tweede maal Minister van Planning.

## VN-functionaris
Tussen 1974 en 1985 was Rosenthal directeur van het  subregionaal hoofdkantoor in Mexico van de Economische Commissie voor Latijns-Amerika en het Caribisch gebied van de Verenigde Naties (ECLAC). In 1985 werd hij gepromoveerd tot adjunct uitvoerend secretaris op het hoofdkantoor van ECLAC in Santiago en in 1988 tot uitvoerend secretaris. Hij bleef tien jaar in deze functie. In deze periode publiceerde Rosenthal veel artikelen en boeken over economische en sociale ontwikkeling van Latijns Amerika. Onder zijn leiding bracht bracht het secretariaat een aantal publicaties uit die gezien worden als de modernisering van de CEPAL-doctrine, waaronder Changing Production Patterns with Social Equity en Open Regionalism.

## Permanent vertegenwoordiger bij de Verenigde Naties (1)
In 1999 werd Rosenthal permanent vertegenwoordiger van Guatemala bij de Verenigde Naties, waar hij tot 2004 bleef. Rosenthal was in 2001 voorzitter van de Raad van Bestuur van het Ontwikkelingsprogramma en het Bevolkingsfonds van de Verenigde Naties, voorzitter van de Economische en Sociale Raad in 2003 en voorzitter van de vijfde commissie, die het budget voor de VN opstelt.

## Minister van Buitenlandse Zaken

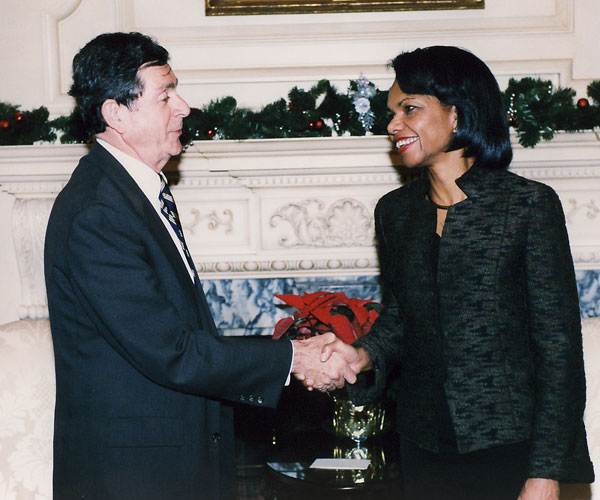
Gert Rosenthal en Condoleezza Rice, 2006

In augustus 2006 werd Rosenthal Minister van Buitenlandse Zaken van Guatemala onder president Óscar Berger, een functie die hij bekleedde tot het einde van de ambtstermijn van Berger op 14 januari 2008. In deze periode bereikte Guatemala een overeenkomst met de Verenigde Naties over het opzetten van de Internationale Commissie tegen de Straffeloosheid in Guatemala (CICIG), een commissie die een grote rol zou spelen in de Guatemalteekse politiek.

## Permanent vertegenwoordiger bij de Verenigde Naties (2)
Na zijn periode als Minister van Buitenlandse Zaken van Guatemala werd Rosenthal in april 2008 wederom ambassadeur van Guatemala bij de Verenigde Naties. In deze periode was hij vicevoorzitter van de Raad van Bestuur van UNICEF in 2008, vicevoorzitter van de Commissie voor vredesopbouw in 2011 en voor de tweede maal voorzitter van de vijfde commissie.
In 2012 en 2013 was Guatemala lid van de Veiligheidsraad. Guatemala werd unaniem gesteund voor deze rol en veel VN-functionarissen zagen dit als een erkenning van Gert Rosenthal als een van de meest gerespecteerde diplomaten bij de VN. In oktober 2012 was Rosenthal voorzitter van de Veiligheidsraad. In deze hoedanigheid initieerde hij een openbaar debat over de bescherming van mensenrechten tijdens vredesoperaties en de relatie tussen de Veiligheidsraad en het Internationaal Gerechtshof. Het moeilijkste thema tijdens zijn voorzitterschap van de Veiligheidsraad betrof de Syrische burgeroorlog. De Veiligheidsraad nam in deze periode resoluties 2042 en 2043 aan en benoemde Kofi Annan tot speciaal adviseur voor Syrië, zonder de gewenste resultaten te bereiken.

## Academicus en adviseur op het gebied van vredesoperaties
Na zijn pensionering als ambassadeur in 2014 werd Rosenthal senior onderzoeker bij het Centrum voor Internationale Samenwerking van de Universiteit van New York. Hij publiceerde een boek over het functioneren van de Verenigde Naties. In 2015 werd Rosenthal voorzitter van de adviesgroep van deskundigen voor de herziening van de Vredesoperaties. In 2020 was hij een van de vijf onafhankelijke eminente personen belast met het onderzoek naar de hervorming van de architectuur van de Vredesoperaties van de Verenigde Naties.
- Gemeinsame Normdatei: 1056604441
- International Standard Name Identifier: 0000 0000 3098 4910
- Library of Congress Control Number: n92116031
- Système universitaire de documentation: 223767646
- Virtual International Authority File: 306086513